# Publicidad mural

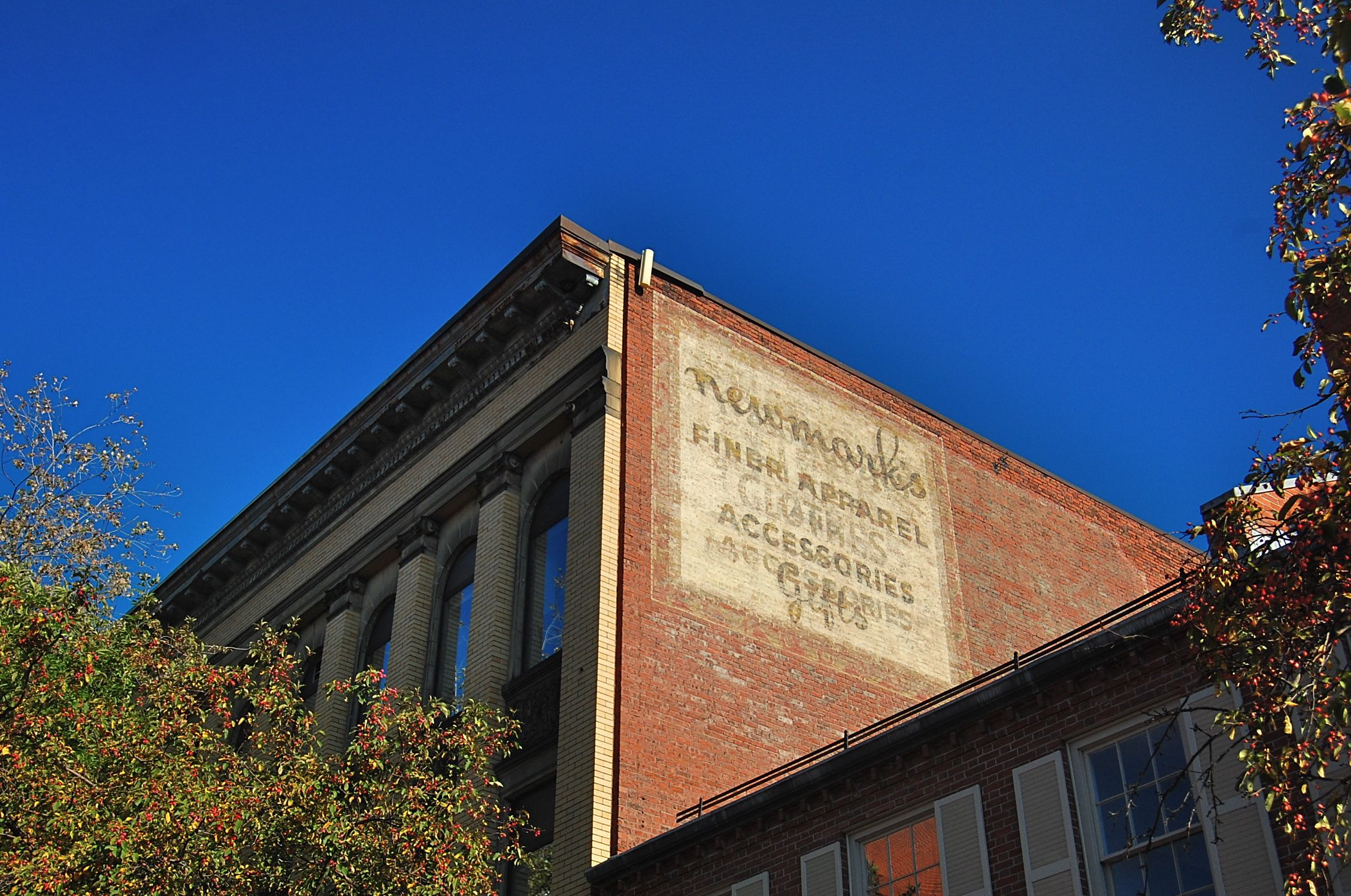
El rótulo de una antigua tienda de ropa en Salem (Massachusetts).

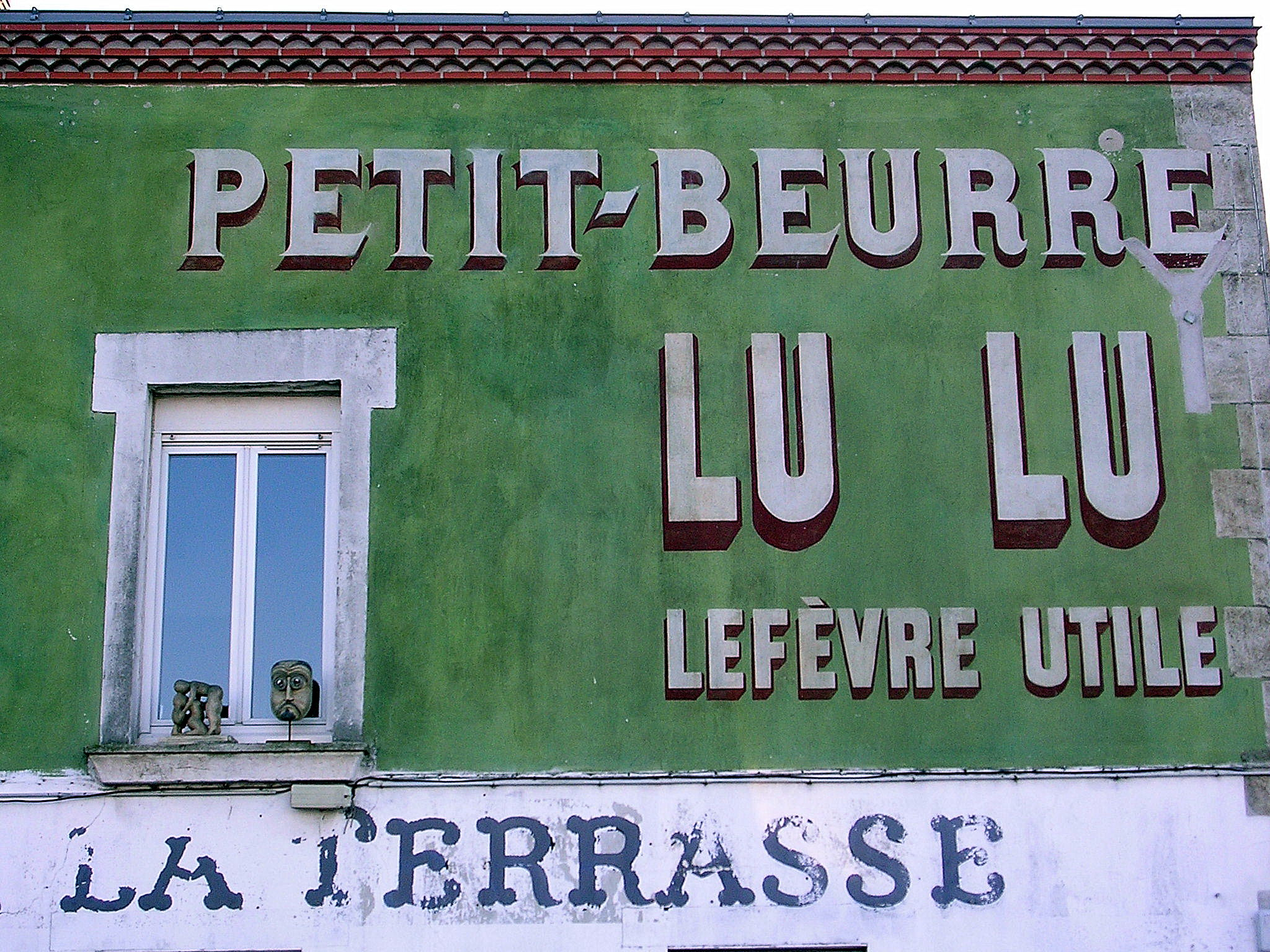
Publicidad mural de LU, en Nantes.

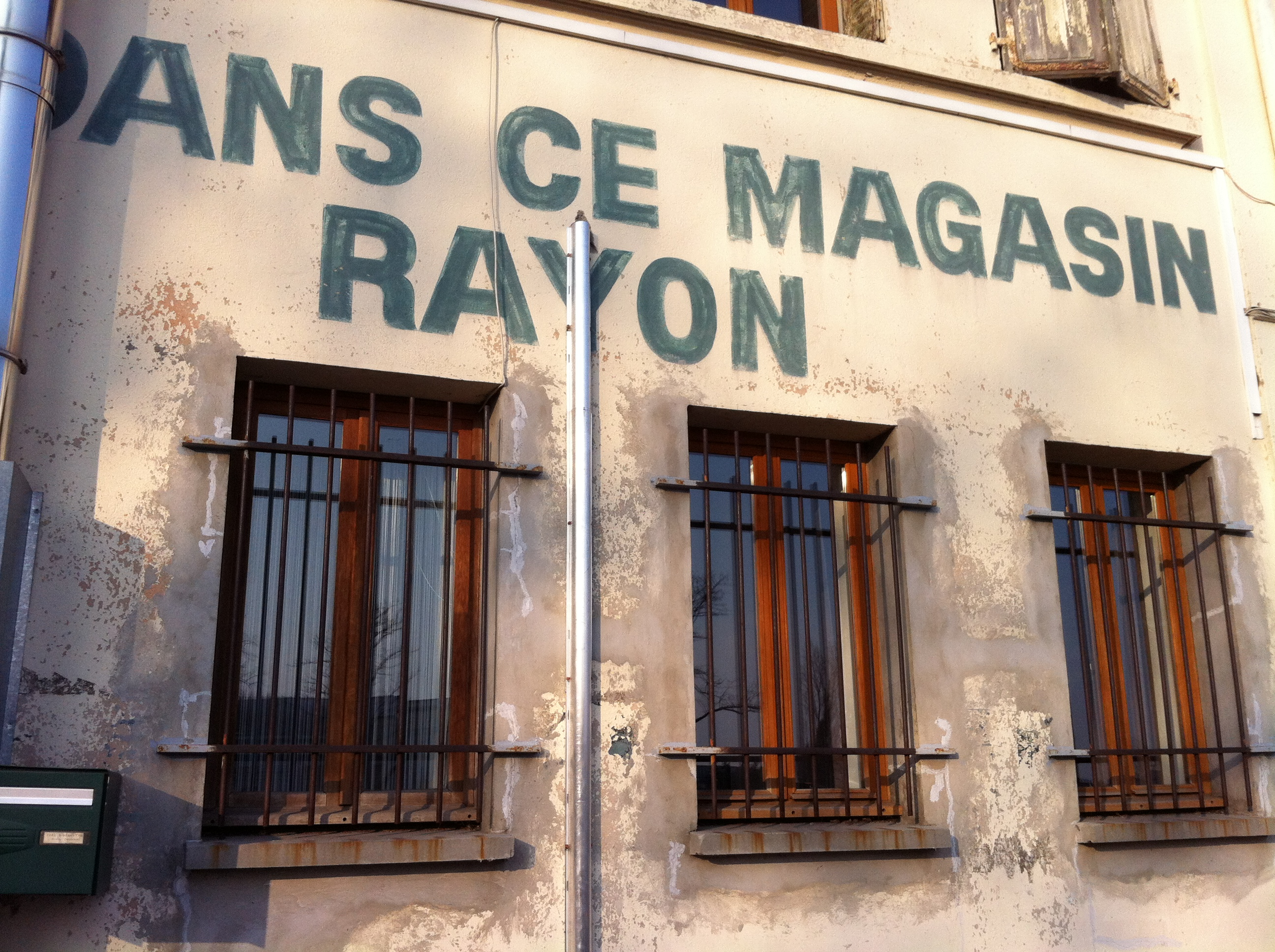
Rótulo de tienda de comestibles, en Ain.

Se llama publicidad mural a un lienzo de pared, por lo general pintada a mano, cuyo objeto es indicar la presencia de una tienda o de hacer publicidad de un producto. 
La publicidad mural aparece en el siglo XIX y se pone muy de moda en la primera mitad del XX. Los restos de este tipo de señalización pueden encontrarse un poco en todas partes por el mundo, sobre todo en Estados Unidos, Reino Unido, Francia, Bélgica o Canadá. En África subsahariana, esta forma de publicidad está todavía muy presente: numerosos comercios se dan a conocer por una fachada pintada, donde están representados los productos a vender. Estos muros son muy coloridos y a veces dotados de eslóganes. La realización de rótulos murales prácticamente ha  desaparecido a día de hoy o resulta marginal en  numerosos países, si no se trata de un país del Sur en donde esta práctica es todavía ampliamente difundida. La publicidad mural conoce sus últimos momentos de gloria en Europa en los años 1950. A menudo, estos soportes han dejado paso a carteles publicitarios. 

## Historia

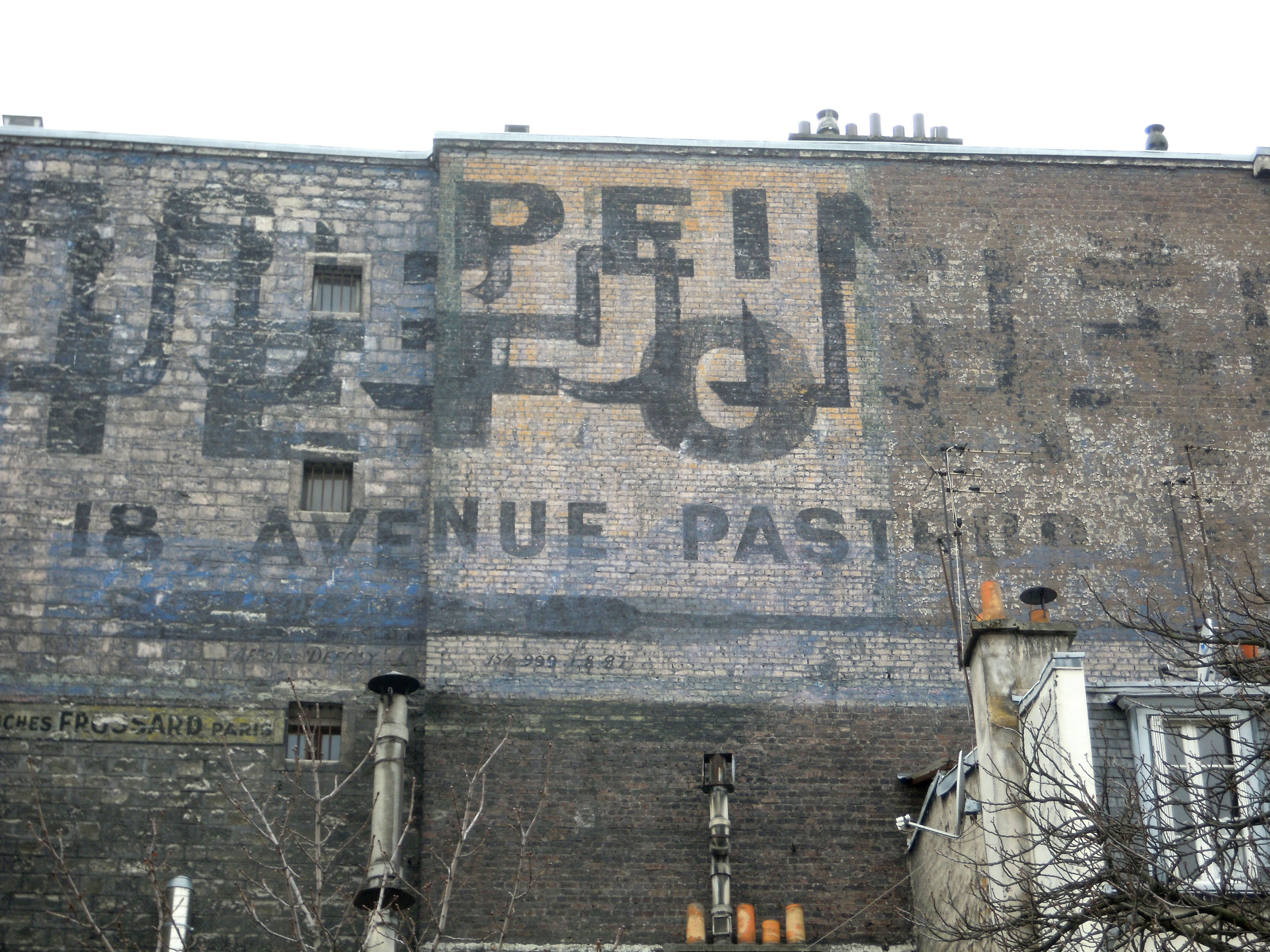
Antiguas publicidades murales rascadas y superpuestas que forman un "palimpsesto", París.

El siglo XIX  es en el que se produce una ampliación de los soportes de publicidad y es en este movimiento cuando aparecen los reclamos pintados directamente sobre los muros. En Francia, desde 1842 las empresas de cartelería proponen pinturas de este tipo, menos frágiles y menos costosas que los rótulos tradicionales. La aparición de este tipo de publicidad está ligada a la llegada del consumo en masa, así como al desarrollo de los transportes públicos (trenes y tranvías). Éstos permitían a la población desplazarse para hacer sus compras mucho más allá de su barrio en donde tenían que guiarse en un medio desconocido y estaban obligados a leer los anuncios más rápidamente a tenor de la velocidad del desplazamiento. Desde entonces, se impuso la necesidad de realizar publicidad pintada en gran formato. Los anunciantes se pusieron a buscar la monumentalidad y la durabilidad, dos calidades que ofrecían los muros pintados. Así es como los muros ciegos y sobre todo los hastiales de los edificios van a albergar mensajes publicitarios gigantescos. En Francia, el muro pintado conocerá uno cierto éxito en torno a 1870, pero sus progresos serán bloqueados por un incremento de las tasas publicitarias. Un segundo momento de éxito será el periodo entre-guerras, antes de que varias medidas reglamentarias se ocuparan de esta forma de publicidad después de la Segunda Guerra Mundial. 
Numerosas son las publicidades murales que ya no existen, por tres razones:
- En primer lugar, estaban sujetas a la práctica del palimpsesto: se utilizaban y reutilizaban, después de haberlas rascado y revestido los muros de una capa de fondo.
- Luego, la práctica fue abandonada y reemplazada por los carteles de papel o el carteles publicitarios.
- Finalmente, un buen número de estas obras han desaparecido a causa de las climatología, los bombardeos o las renovaciones urbanísticas. Por otra parte, los colores utilizados para la publicidad mural han resistido más o menos bien  al tiempo. Se puede constatar que el negro y el azul resisten bien mientras que los colores rojos tienen tendencia a desaparecer con el paso del tiempo a causa de los rayos ultravioletas del sol.

Hoy, las publicidades murales que han sobrevivido son redescubiertas y consideradas como un vestigio de las actividades comerciales e industriales, pero también de las concepciones sociales y estéticas de una época. Son a veces vistas igualmente como una forma de arte. Así, asistimos a una voluntad de patrimonializar estos documentos murales. Ciertas publicidades murales han sido por otro lado clasificadas o lo van del ser, y son listadas y fotografiadas (y estas fotos son colgadas en páginas web). 
Solo están protegidas las publicidades ubicadas sobre un hastial, al ángulo de la calle de los Mártires y de la calle Hippolyte-Lebas en París (9.º distrito), están inscritas con el título de monumento histórico desde el 6 de septiembre de 2012. Están datadas en 1908 y firmadas por el pintor-pignoniste Defoly, lo que ha permitido su protección por esta medida.